# Ґлувна (Великопольське воєводство)
Ґлувна (пол. Główna) — село в Польщі, у гміні Победзиська Познанського повіту Великопольського воєводства.
Населення — 221 особа (2011).
У 1975-1998 роках село належало до Познанського воєводства.

## Демографія
Демографічна структура станом на 31 березня 2011 року:
|          | Загалом | Допрацездатний вік | Працездатний вік | Постпрацездатний вік |
| -------- | ------- | ------------------ | ---------------- | -------------------- |
| Чоловіки | 115     | 29                 | 80               | 6                    |
| Жінки    | 106     | 29                 | 55               | 22                   |
| Разом    | 221     | 58                 | 135              | 28                   |